# Eparchia di San Marone di Sydney
L'eparchia di San Marone di Sydney (in latino Eparchia Sancti Maronis Sydneyensis Maronitarum) è una sede della Chiesa maronita in Australia immediatamente soggetta alla Santa Sede. Nel 2022 contava 166.000 battezzati. È retta dall'eparca Antoine-Charbel Tarabay, O.L.M.

## Territorio
L'eparchia comprende i fedeli della Chiesa maronita in Australia.
Sede eparchiale è la città di Sydney, dove si trova la cattedrale di San Marone. A Parramatta sorge la concattedrale di Nostra Signora del Libano.
Il territorio è suddiviso in 17 parrocchie.

## Storia
L'eparchia è stata eretta il 25 giugno 1973 con la bolla Illo fretis Concilii di papa Paolo VI.

## Cronotassi dei vescovi
Si omettono i periodi di sede vacante non superiori ai 2 anni o non storicamente accertati.
- Ignace Abdo Khalifé, S.I. † (25 giugno 1973 - 23 novembre 1990 ritirato)
- Joseph Habib Hitti † (23 novembre 1990 - 26 ottobre 2001 ritirato)
- Ad Abi Karam (26 ottobre 2001 - 17 aprile 2013 ritirato)
- Antoine-Charbel Tarabay, O.L.M., dal 17 aprile 2013

## Statistiche
L'eparchia nel 2022 contava 166.000 battezzati.
| anno | popolazione | popolazione | popolazione | presbiteri | presbiteri | presbiteri | presbiteri                | diaconi | religiosi | religiosi | parrocchie |
| anno | battezzati  | totale      | %           | numero     | secolari   | regolari   | battezzati per presbitero | diaconi | uomini    | donne     | parrocchie |
| ---- | ----------- | ----------- | ----------- | ---------- | ---------- | ---------- | ------------------------- | ------- | --------- | --------- | ---------- |
| 1980 | 120.000     | ?           | ?           | 9          | 6          | 3          | 13.333                    |         | 3         | 6         | 6          |
| 1990 | 130.000     | ?           | ?           | 23         | 16         | 7          | 5.652                     |         | 7         | 16        | 10         |
| 1999 | 160.000     | ?           | ?           | 22         | 12         | 10         | 7.272                     |         | 10        | 22        | 9          |
| 2000 | 150.000     | ?           | ?           | 24         | 11         | 13         | 6.250                     | 1       | 13        | 22        | 9          |
| 2001 | 150.000     | ?           | ?           | 24         | 11         | 13         | 6.250                     | 1       | 13        | 23        | 9          |
| 2002 | 150.000     | ?           | ?           | 24         | 9          | 15         | 6.250                     | 1       | 15        | 23        | 9          |
| 2003 | 150.000     | ?           | ?           | 30         | 16         | 14         | 5.000                     | 1       | 17        | 23        | 9          |
| 2004 | 150.000     | ?           | ?           | 30         | 16         | 14         | 5.000                     | 1       | 17        | 23        | 9          |
| 2009 | 150.000     | ?           | ?           | 44         | 25         | 19         | 3.409                     |         | 19        | 23        | 11         |
| 2010 | 150.000     | ?           | ?           | 43         | 26         | 17         | 3.488                     | 1       | 17        | 25        | 11         |
| 2014 | 150.000     | ?           | ?           | 46         | 25         | 21         | 3.260                     | 2       | 21        | 27        | 11         |
| 2017 | 154.160     | ?           | ?           | 48         | 27         | 21         | 3.211                     |         | 21        | 23        | 15         |
| 2020 | 161.370     | ?           | ?           | 43         | 20         | 23         | 3.752                     |         | 23        | 20        | 15         |
| 2022 | 166.000     | ?           | ?           | 50         | 27         | 23         | 3.320                     | 5       | 23        | 20        | 17         |